# Viola von Cramon-Taubadel
Viola von Cramon-Taubadel (ur. 23 marca 1970 w Halle (Westf.)) – niemiecka polityk i samorządowiec, posłanka do Bundestagu, deputowana do Parlamentu Europejskiego IX kadencji.

## Życiorys
W 1989 zdała egzamin maturalny w Ratsgymnasium Bielefeld. W 1997 ukończyła ekonomikę rolnictwa na Uniwersytecie w Bonn. Kształciła się również w Wye College w Wielkiej Brytanii. Pracowała m.in. w wydawnictwie Agra-Europe, później jako menedżer projektów. W latach 2006–2007 wykładała na Uniwersytecie Cornella. W 1991 współtworzyła Apollo e.V., instytucję wspierającą projekty z zakresu ekologii, rolnictwa i rozwoju obszarów wiejskich w Europie Wschodniej.
Działaczka Zielonych, powoływana w skład różnych grup roboczych partii. Była radną gminy zbiorowej Radolfshausen (2001–2006) i radną powiatu Getynga (2003–2006). W 2009 uzyskała mandat deputowanej do Bundestagu, w którym zasiadała do 2013. W 2019 została wybrana na eurodeputowaną IX kadencji.